# Sphaeronella danica
Sphaeronella danica är en kräftdjursart som beskrevs av Hansen 1897. Sphaeronella danica ingår i släktet Sphaeronella, och familjen Nicothoidae. Arten är reproducerande i Sverige.